# Bolton Wanderers FC
A Bolton Wanderers Football Club egy angol futballcsapat Horwich-ban, Boltonban. Jelenleg a League Two ban szerepel.
Alapító tagja az Angol Labdarúgó Ligának, az 1920-as években volt a legsikeresebb, amikor háromszor is megnyerte az FA Kupát. Ezt 1958-ban ismét magasba emelhették a játékosok, köszönhetően Nat Lofthouse góljainak. Ezt követően nagy visszaesés következett, mely 1987-ben érte el csúcspontját azzal, hogy a negyedosztályba került a gárda. 1995-ben jutottak vissza az élvonalba, 15 éves hiányzás után. A 2005/06-os idényben léphettek ki először az európai porondra, akkor az UEFA-Kupában a legjobb 32 közé kerültek. A kupa 2007/08-as kiírására is kvalifikálták magukat, ezúttal a legjobb 16 között estek ki. A Bolton 1997-ben költözött be jelenlegi stadionjába, a Reebok Stadiumba. Előtte a Burnden Parkban játszottak.
A Wanderers 2011/12-as idénnyel együtt 73 szezont töltött el az élvonalban, de egyszer sem lett bajnok, ez negatív rekord.
A 2011/12-es bajnokságban a 18. helyen végeztek és ezzel kiestek az élvonalból. A hanyatlás tovább tartott, és a 2015-16-os szezon végén a másodosztályból is kiestek. Egy szezon alatt sikerült a feljutás a másodosztályba, ahonnan azonban a 2018-19-as szezonban újra kiestek a harmadik vonalba. A 2019-20-as évad végén a harmadosztályból is kiesett a csapat, így a 2020-21-es szezont már csak a negyedosztályban (League Two) kezdhették meg.

## Története

### A kezdetektől a '90-es évek közepéig
A klubot John Farral Wright reverendás alapította 1874-ben Christ Church FC néven, a Bolton Wanderers név 1877-ben került használatba. 1888-ban a Wanderers is alapító tagja lett az Angol Labdarúgó Ligának (Football League). Történetük során egyszer sem kerültek ki a ligából és a legtöbb szezont az élvonalban töltötték el.
1894-ben a csapat bejutott a labdarúgás történetének legidősebb kupasorozatának, az FA Kupának a döntőjébe, ahol 4-1-re kikaptak a Notts Countytól a Goodison Parkban. Egy évtizeddel később, 1904. április 23-án ismét a fináléban kaptak ki, ezúttal a Manchester City ellen. 1923. április 28-án aztán végre melléjük szegődött a szerencse és a kupadöntőn 2-0 arányban megverték a West Ham Unitedet. Ezt az eseményt "Fehér lovas döntő"-nek is nevezik, mivel a 127 000 néző befogadására alkalmas Wembley Stadionban egyes becslések szerint 300 000-en zsúfolódtak össze és egy rendőr hatalmas fehér lován ülve tett rendet a lelátókon. Az 1920-as években voltak a legsikeresebbek a fehérmezesek, hiszen az 1923-as siker után 1926-ban és 1929-ben is elhódították a trófeát, előbb a Manchester Cityt, majd a Portsmouth-t legyőzve.
1935-től 1964-ig folyamatosan az élvonalban szerepelt a Wanderers, a szurkolók ezt az időszakot emlegetik aranykorként, ebben nagy szerepe van a legendás középcsatárnak, Nat Lofthouse-nak is, aki az 1950-es években volt igazán nagy játékos. 1978-ig kellett várni a visszajutásra, de két szezonnal később ismét kiestek és hanyatlás következett. 1953-ban került sor a történelem egyik legizgalmasabb és legszórakoztatóbb FA Kupa-fináléra, amikor a Blackpool 4-3-ra verte a Boltont 3-1-es hátrányt ledolgozva. A Blackpool részéről Stanley Matthews és Stan Mortensen voltak a legjobbak.
A gárdának 1958-ig kellett várnia egy újabb sikerre, amikor Lofthouse két góljával legyőzték a Manchester Unitedet az FA Kupa döntőjében. Azóta a legközelebb 1995-ben és 2004-ben kerültek egy trófea megnyeréséhez, de mindkétszer vereséget szenvedtek a Ligakupa fináléjában.
Az 1986/87-es évadban a csapat története során először a negyedosztályba került, de a vezetők kitartottak Phil Neal menedzser mellett, aki rögtön visszajuttatta őket a harmadosztályba. A mindent eldöntő meccsen a Bolton 1-0-ra verte a Wrexhamet Robbie Savage góljával. A Wrexham kihagyott egy büntetőt a 30. perc környékén. Neal 1992-ig maradt a kispadon, majd átadta helyén Brice Ricoh-nak, aki korábban két egymást követő szezonban két osztályt lépett felfelé a Middlesbrough-val.
Ricoh edzőségének elején a Bolton "óriásölövé" vált a kupákban. 1993-ban az FA Kupában 2-0-ra verték a címvédő Liverpoolt John McGinlay és Andy Walker góljaival. Később is győztek még le magasabb osztályú ellenfeleket, például a Wolverhampton Wandererst (2-1), a Derby Countyt (4-0) vagy 1994-ben az Arsenalt (3-1). Ekkor egészen a negyeddöntőig jutottak, ahol az Oldham verte ki őket.

### Modern évek
A Wanderers 1995-ben feljutott a Premier League-be, miután a rájátszás döntőjében legyőzték a Readinget. Ricoh elhagyta a csapatot az Arsenal kedvéért, helyette Roy McFarland érkezett. Az 1995/96-os idényben szinte végig a tabella alján volt a klub, ezért újévkor elbocsátották McFarlandot és asszisztense, Colin Todd vette át az irányítást. Ő sem volt képes elkerülni a kiesést, mivel a szezon utolsó meccsén 4-1-es vereséget szenvedtek a Manchester Unitedtől, de Todd megtarthatta állását. A bizalom kifizetődött és a fehérmezesek rögtön visszajutottak, a szezon során 98 pontot gyűjtöttek, 100 gólt szereztek és bajnokok lettek a másodosztályban.
Az 1997/98-as szezonban ismét kiestek rosszabb gólkülönbségük miatt. 1999-ben bejutottak a rájátszás döntőjébe, de 2-0 arányban kikaptak a Watfordtól. Todd lemondott és helyére érkezett Sam Allardyce. A Wanderers bejutott az FA Kupa és a Ligakupa és a rájátszás elődöntőjébe, de mindhárom sorozatból kiestek, sorozatban az Aston Villa, a Tranmere Rovers és az Ipswich Town ellen. 2001-ben aztán visszakerültek az élvonalba a rájátszás megnyerése után.
A következő két évadban szenvedtek ugyan, de bent maradtak a Premier League-ben. A 2001/02-es idény remekül kezdődött, hiszen 5-0-ra legyőzték a Leicester Cityt és a tabella élére ugrottak. Ezt követően a Liverpool felett is győzelmet arattak. Később ugyan még megverték a Man Utd-t is, de nagyon gyengére sikerült a folytatás. Közel kerültek a kieséshez, Fredi Bobic mesterhármasa az Ipswich ellen azonban bent tartotta őket. Olyan tapasztalt játékosok játszottak a Boltonban, mint Bobic vagy Youri Djorkaeff és az olyan fiatalokra sem lehetett panasz, mint Kevin Nolan és Michael Ricketts.
A következő szezont rosszul kezdte a csapat, bár ismét legyőztek a Manchester Unitedet. Az utolsó helyen álltak, amíg meg nem verték a Leedset 4-2 arányban. A teljesítményük folyamatosan ingadozott, de a szükséges pontokat összegyűjtötték. Az idény sztárja Jay-Jay Okocha volt, aki később a csapat legendájává vált.
2004-ben a gárda bejutott a Ligakupa döntőjébe, ahol kikaptak a Middlesbrough-tól. A bajnokságban nyolcadikok lettek, ami addig a legjobb helyezésük volt. Ezen hamar javítottak, a következő idényben hatodikak lettek, így történetük során először bejutottak az UEFA-Kupába. Ott a legjobb 32 között a Marseille-jel kerültek össze és összesítésben 2-1-es vereséget szenvedtek. 2007-ben Allardyce elhagyta a csapatot. A mester utolsó négy szezonjában mindig az első tízbe juttatta a boltoniakat, erre rajtuk kívül csak a Chelsea, a Manchester United, a Liverpool és az Arsenal volt képes.
Allardyce helyét asszisztense, Sammy Lee vette át, aki alatt a Wanderers bejutott a 2007/08-as UEFA-Kupába. Miután 11 meccsből csak egyet nyert meg, Lee lemondott 2007 októberében, helyét Gary Megson vette át. Megson alatt a 2007/08-as szezon utolsó öt meccséből egyet sem veszített el a Bolton, így végül 16. lett és elkerülte a kiesést.

## Klubszínek és címerek
A Bolton Wanderers játékosai fehér mezt viselnek tengerészkék csíkokkal, fehér sorttal és fehér sportszárral a hazai meccseken. Idegenben fekete mezt hordanak türkiz csíkkal. Nem mindig használtak teljesen fehér összeállítást, 1884-ben például a fehér mezen piros foltok voltak. Az eredeti összeállítás fehér mez és tengerészkék nadrág volt. Az utóbbi 2003-tól kezdve általában fehér, ez az 1970-es években is előfordult pár szezonban.
A csapat címerén nevének kezdőbetűi láthatók kör alakban felírva, alatta egy kék és egy piros szalag látható. A szalagok Lancashire jelképét, a rózsát váltották, miután a csapat beköltözött a Reebok Stadionba. Kezdetekben a város címere került a mezekre.

## Keret

### Jelenlegi játékosok
2018. december 20-i állapotnak megfelelően.
| #  |     | Poszt | Név                                                     |
| -- | --- | ----- | ------------------------------------------------------- |
| 1  | ENG | K     | Ben Alnwick                                             |
| 2  | ENG | V     | Mark Little                                             |
| 3  | ENG | V     | Andrew Taylor                                           |
| 4  | ENG | KP    | Jason Lowe                                              |
| 5  | ENG | V     | Mark Beevers                                            |
| 6  | ENG | KP    | Josh Vela                                               |
| 7  | TUR | KP    | Erhun Oztumer                                           |
| 8  | JAM | CS    | Clayton Donaldson                                       |
| 9  | WAL | CS    | Christian Doidge (kölcsönben a Forest Green csapatától) |
| 10 | ENG | KP    | Sammy Ameobi                                            |
| 11 | ENG | KP    | Will Buckley                                            |
| 12 | ENG | KP    | Craig Noone                                             |
| 14 | ENG | V     | Jack Hobbs                                              |
| 15 | ENG | KP    | Luke Murphy                                             |

| #  |     | Poszt | Név                                                        |
| -- | --- | ----- | ---------------------------------------------------------- |
| 16 | POL | V     | Paweł Olkowski                                             |
| 18 | IRL | V     | Marc Wilson                                                |
| 19 | ENG | KP    | Gary O'Neil                                                |
| 20 | ENG | K     | Remi Matthews (kölcsönben a Norwich City csapatától)       |
| 21 | ENG | KP    | Joe Williams (kölcsönben az Everton csapatától)            |
| 22 | ENG | KP    | Lloyd Dyer                                                 |
| 27 | ENG | K     | Ben Williams                                               |
| 28 | NIR | CS    | Josh Magennis                                              |
| 29 | ENG | V     | Jonathan Grounds (kölcsönben a Birmingham City csapatától) |
| 30 | NED | KP    | Yanic Wildschut (kölcsönben a Norwich City csapatától)     |
| 31 | ENG | V     | David Wheater                                              |
| 34 | ENG | KP    | Joe Pritchard                                              |
| 38 | ENG | KP    | Jack Earing                                                |
| 39 | ENG | K     | Jake Turner                                                |

### Kölcsönben lévő játékosok
| #  |     | Poszt | Név                                            |
| -- | --- | ----- | ---------------------------------------------- |
| —  | ENG | K     | Ben Amos (a Millwall csapatánál)               |
| 35 | ENG | CS    | Connor Hall (az Accrington Stanley csapatánál) |

## Eddigi mezszponzorok
- 1874–1980: Nem volt szponzor.
- 1980–1981: Knight Security.
- 1981–1982: Bolton Evening News.
- 1982–1983: TSB.
- 1983–1986: HB Electronics.
- 1986–1990: Normid Superstore.
- 1990–2009: Reebok.
- 2009–2013: 188BET.
- 2013–2015: FibrLec.
- 2015–2016: ROK Mobile
- 2016–2017: Spin and Win
- 2017–jelenleg: Betfred.

## Elérhetőségei
- Címe: Reebok Stadium, Burnden Way, Lostock, Bolton, BL6 6JW
- Telefonszáma: 00-44-1204-673673
- Telefaxszáma: 00-44-1204-673773
- Internetcíme: www.bwfc.co.uk

## Sikerlista
- bajnokságot még nem nyert
- 4-szeres FA Kupa-győztes: 1923, 1926, 1929, 1958
  - 3-szoros ezüstérmes: 1894, 1904, 1953
- 2-szeres Angol Ligakupa ezüstérmes: 1995, 2004
- 1-szeres Community shield/Charity Shield győztes: 1958
- 11-szeres Lancashire kupa győztes: 1886, 1891, 1912, 1922, 1925, 1927, 1932, 1934, 1948, 1988, 1990
- Football League War Cup győztes: 1945
- Football League War Cup North győztes: 1945
- FA Premier League Asia Trophy győztes: 2005
- Peace Cup ezüstérmes: 2007